# Fritz Millner
Fritz Millner (* 30. März 1898 in Würzburg – 18. März 1963 in Haifa) war der Sohn der Kaufmannsfamilie Willy (1867–1934) und Milli (1867–1958) Millner aus Würzburg. 1910 zog er mit der Familie nach Frankfurt am Main. Fritz Millner war Sozialökonom, Kartellrechtler und Autor zahlreicher Publikationen zu kartellrechtlichen Fragen. Eine angestrebte Habilitation scheiterte nach der Machtergreifung durch die Nationalsozialisten. Millner emigrierte 1933 nach Palästina.

## Leben und Wirken in Deutschland
Vater Willy Millner hatte 1896 in Würzburg die Firma W. Millner & Co. gegründet, eine Mehlgroßhandlung und Handlung mit Mühlenfabrikaten. 1910 zog die Familie nach Frankfurt am Main und verlegte auch den Firmensitz hierhin. In Frankfurt führte die Firma den Namen W. Millner & Cie., Mühlenfabrikate und hatte ihren Sitz am Rande der Innenstadt. Die Familie selber zog gegen Ende des Ersten Weltkriegs von einer Wohnung am Rande des Frankfurter Ostends in die Straße „Auf der Körnerwiese 8“ im gutbürgerlichen Westend. Diese letzte Adresse war seit 1933 auch die Firmenadresse. Fritz Millner der 1955 in einer Eidesstattlichen Versicherung versicherte, für einige Jahre in der Firma seines Vaters tätig gewesen zu sein, beschrieb diese als eine national und international agierende und an den Börsen in Mannheim und Frankfurt zugelassene Mehlhandelsgesellschaft mit der eigenen Handelsmarke Millnaria Blütenmehl. In seiner Schrift Das Problem der Kartellierung in der deutschen Getreide-Müllerei hat er sich mit dieser Thematik 1932 auch wissenschaftlich auseinandergesetzt.
Nach Ernst Simon erhielt Fritz Millner in seinem Elternhause eine jüdisch-traditionelle Erziehung, habe sich aber später von den religiösen Vorschriften freigemacht. Über seine Schulzeit und sein Studium liegen nur wenige Informationen vor. So habe er am 14. März 1918 am Goethe-Gymnasium in Frankfurt am Main die Reifeprüfung abgelegt. In einem Schreiben vom 9. April 1918 des Rektors der Universität Frankfurt an den „Herrn Minister der geistlichen und Unterrichtsangelegenheiten“ in Berlin wird das Immatrikulationsgesuch „des russischen Staatsangehörigen Fritz Millner“ befürwortet. Erst bei einer Rückmeldung am 27. Oktober 1921 ist auf der Anmeldekarte der Frankfurter Uni als Staatsangehörigkeit „Preußen“ eingetragen.
Ausweislich der Anmeldekarte vom 2. Mai 1918 nahm Millner in Frankfurt das Jura-Studium auf. Er besuchte zwei rechtswissenschaftliche Einführungsveranstaltungen bei Professor Berthold Freudenthal sowie eine Einleitung in die Volkswirtschaftslehre und eine Veranstaltung über „Liberalismus, Kommunismus und Sozialismus“ bei dem Nationalökonomen Paul Arndt. Daneben standen Veranstaltungen über „Der Junge Goethe“ bei dem Germanisten Friedrich Panzer und eine über Massenpsychologie sowie ein Kolloquium zur Einführung in die Philosophie. Die Anmeldekarte vom 15. Mai 1919 dokumentiert, dass Millner das Wintersemester 1918/19 in Zürich verbrachte und dort – wie fortan auch in Frankfurt – Jura und Nationalökonomie studierte.
Wiederum ausweislich seiner Rückmeldung am 27. Oktober 1921 ist ersichtlich, dass Fritz Millner vom Sommersemester 1920 an bis einschließlich Sommersemester 1921 drei Semester in Heidelberg studierte. Als bisheriges Studium ist „phil. (oec)“ eingetragen, dem fortan das Studium „rer. pol.“ folge. In Heidelberg gehörte er dem Verein Jüdischer Studenten Ivria Heidelberg an und wurde hier 1921 bei Emil Lederer mit einer Dissertation über Soziale Entwicklungstendenzen der Konsumgenossenschaften zum Dr. phil. oec. promoviert. Seine Rückkehr nach Frankfurt war somit auch der Beginn eines Zweitstudiums, dem aber vorerst kein weiterer Abschluss folgte. Vielmehr bescheinigte am 7. August 1923 „Irma Goitein, stud. phil.“, seine spätere Schwägerin, dass sie anlässlich der Erteilung eines Abgangszeugnisses für Millner alle Zeugnisse der Universität für ihn erhalten habe. Aus einer Wiederanmeldung zur Universität vom 2. November 1928 ist ersichtlich, dass er die fünf Jahre davor berufstätig war, was sich vermutlich mit der oben schon zitierten Aussage deckt, dass er einige Jahre in der Firma seines Vaters tätig gewesen sei. Daneben war er ebenfalls seit 1923 ständiger Mitarbeiter der von der  Frankfurter Zeitung herausgegebenen Wirtschaftskurve und publizierte auch in der Frankfurter Zeitung selber sowie in weiteren Zeitungen.
Über die schon erwähnte Mitgliedschaft in einer jüdischen Studentenverbindung hinaus, war Millner Mitglied im jüdischen Wanderbund Blau-Weiß, dessen Frankfurter Vorstand er zeitweilig angehörte. 1922 gehörte er – ebenso wie sein späterer Schwiegervater Jacob Löb Goitein –  dem Vorstand der Frankfurter Ortsgruppe der Zionistischen Vereinigung für Deutschland als Vertreter des Jugendausschusses an Paul Arnsberg erwähnt ihn als Vorstandsmitglied dieser Vereinigung auch noch für das Jahr 1932/33, und in dem Jahr saß er auch im Vorstand der von der Zionistischen Vereinigung betriebenen Frankfurter Hebräischen Sprachschule.
1924 fand die Eheschließung zwischen Fritz Millner und Jacob Löb Goiteins Tochter Sittah (* 9. Juli 1896 – † 1986 in Haifa) statt, der Schwester der oben schon erwähnten Irma Goitein. 1925 wurde Sohn Harry geboren, und 1928 erschien Millner erstmals mit einer eigenen Adresse im Frankfurter Adressbuch; die Privatadresse Fichtestraße 10 blieb bis zur Emigration gültig.
1927 wurde Millner Redakteur der Zeitschrift Der Deutsche Volkswirt, übernahm in der Nachfolge von Fritz Naphtali die Neubearbeitung des von diesem zuvor bearbeiteten Buches Wie liest man den Handelsteil einer Tageszeitung? und arbeitete auch für die Deutsche Getreidezeitung Zum Wintersemester 1928/29 hatte Millner, wie oben schon erwähnt, auch wieder das Studium in Frankfurt aufgenommen, das er bis zum Wintersemester 1929/30 betrieb. Er schloss es mit einer juristischen Dissertation zum Thema Die rechtliche Struktur der Kartellquote ab, mit der er 1931 zum zweiten Mal promoviert wurde, diesmal von Friedrich Klausing. Die Arbeit fand nach Millner große Resonanz in der Fachwissenschaft. Zwischen 1930 und 1933 veröffentlicht er nach eigenem Bekunden eine Arbeit in den Schriften des Vereins für Sozialpolitik, Publikationen über Kartelle und  kartellrechtliche Fragen sowie zur Konzernbildung. Für das Archiv für Sozialwissenschaft und Sozialpolitik verfasste er eine Schrift über die soziologische Struktur der Kartellquote.
Millner wird ab 1932 Syndikus des Mehlhändlerverbandes und des Schuhhändlerverbandes, Gutachter an der Mannheimer Getreidebörse und Mitglied in zahlreichen weiteren wirtschaftlichen Verbandsorganen. Er bezeichnete sich für diese Zeit auch als Mitarbeiter des Frankfurter Rechtsanwaltes und Honorarprofessors Julius Lehmann bei dessen Überarbeitung des auf Max Hachenburg und Adelbert Düringer zurückgehenden großen Kommentars zum Handelsgesetzbuch. Erstaunlich ist, dass Fritz Millner trotz all seiner eher wirtschaftsnahen Tätigkeiten dennoch auch in politisch weit links stehenden Kreisen Gehör fand. So weist die Zeitschrift Der Funke, das Organ des Internationalen Sozialistischen Kampfbunds in der Ausgabe vom 24. April 1932 unter der Überschrift Rundfunksendungen, die wir zur Beachtung empfehlen explizit auf einen Vortrag Millners über das Kartellwesen hin.
1932 ist auch das Jahr, in dem Millner mit einer Arbeit über Das Problem der Konzernbilanz das Examen als Wirtschaftsprüfer bestand. 1933 folgte die Zulassung folgte. Er eröffnete in der Frankfurter Goethestraße eine Steuer- und Wirtschaftsberatung.
Fritz Millner, der die Absicht hatte, sich zu habilitieren, wurde 1933 nach der nationalsozialistischen Machtübernahme die gerade erst gewährte Zulassung als Wirtschaftsprüfer entzogen und ebenso die Zulassung als Gerichts-Sachverständiger. Im gleichen Jahr noch emigrierte er zusammen mit seiner Frau und den beiden Söhnen Harry (1925–2009) und Uri Millner (1929–1948) nach Palästina.

## Leben in Palästina und Israel
Über Millners weiteren Lebensweg in Palästina und Israel liegen nur wenige Informationen vor. Sicher ist, dass er noch zur Mandatszeit zusammen mit einem Partner die Wirtschaftsprüfungsgesellschaft Bawly Millner & Co (auch: Bayly Millner & Co) gründete. Am 11. Juni 1948 fiel im israelischen Unabhängigkeitskrieg  sein Sohn Uri bei den Schlachten von Latrun. Nach Ernst Simon hat er diesen „Schlag nie verwunden, und dieser selbe Schlag hat die Quelle seiner dichterischen Produktivität freigelegt, die, immer vorhanden, vorher fast unterirdisch lief. Im Jahre 1958 erschien im Verlag der Arche sein erster Gedichtband mit dem bezeichnenden Titel «Ich suchte ein Grab».“
Nach Meriam Haringman et al. gehörte Millner zu den Gründern von Aliya Chadasha (Neue Einwanderung), die sich 1948 mit der General Zionist Union und den Zionist Workers zur sozial-liberalen Progressive Party zusammenschloss. Andrea Kirchner beschrieb Aliya Chadasha als eine in Palästina agierenden moderate Partei, „die die Idee eines souveränen jüdischen Nationalstaates ablehnte und stattdessen eine fortgesetzte Zusammenarbeit mit dem britischen Mandatar favorisierte“. Bei Meriam Haringman et al. wird auch auf seine Mitgliedschaft in der 1932 gegründeten Irgun Oleij Merkas Europa (Vereinigung der Israelis mitteleuropäischer Herkunft) hingewiesen.

## Wiedergutmachungsverfahren
Am 20. August 1950 stellte Fritz Millner einen Wiedergutmachungsantrag und zugleich den Antrag auf Wiederzulassung als Wirtschaftsprüfer in Deutschland. Diesem Antrag wurde durch das Ministerium für Arbeit Landwirtschaft und Wirtschaft in Wiesbaden am 15. August 1951 stattgegeben, allerdings unter der Maßgabe, dass er einen ständigen Vertreter mit Wohnsitz in Hessen benennt. Dieses war der in Hessen ordnungsgemäß zugelassene Wirtschaftsprüfer und Steuerberater Fritz Amberger aus Frankfurt.
In dem sich 17 Jahre hinziehenden Wiedergutmachungsverfahren, dessen Ende Millner nicht mehr erlebte, ließ er sich durch die in Frankfurt ansässigen jüdischen Organisationen IRSO und United Restitution Organization vertreten. Die ihm für erlittene Berufs- und Transferschäden zugesprochenen Entschädigungen betrug laut dem Bescheid vom 23. November 1967 der Entschädigungsbehörde beim Regierungspräsidium Wiesbaden 47.603,60 DM, wurde aber nach § 123, Absatz 1, des Bundesentschädigungsgesetzes auf den Höchstbetrag von 40.000 DM gedeckelt. Sittah Millner bezog da bereits seit dem 1. Juli 1965 eine Witwenrente, deren Höhe 1968 monatlich 171,40 DM betrug.
Millner betrieb auch im Namen seiner 1958 verstorbenen Mutter ein Wiedergutmachungsverfahren, das 1963 mit einer Entschädigung über 33.810 DM abgeschlossen wurde. Dass zuvor in den 1930er Jahren noch Vermögenswerte der Familie Millner gerettet und ins Ausland verbracht werden konnten, war nach Willy Millners Tod und der bereits erfolgten Emigration von Fritz Millner vor allem der Prokuristin seines Vaters zu verdanken, da die Mutter selber keinen Überblick über die Geschäfte ihres Mannes besaß und der jüdische Firmen- und Privatanwalt zu dieser Zeit kaum noch helfen konnte.

„Frl. Brunbauer, eine in Muenchen geborene Katholikin, konnte alle Verhandlungen und Besprechungen, die notwendig waren, leichter fuehren als Herr Rechtsanwalt Cohn. Frl. Brunbauer war auch die einzige Persoenlichkeit, die den noetigen Einblick in Rechtsbeziehungen und Vertraege hatte, die mein Vater mit Miteigentuemern an Grundstuecken und auch mit Mietern abgeschlossen hatte. Meine Mutter war auf die Mitarbeit von Frl. Brunbauer auch nach der Auswanderung angewiesen, da Sperr- und Sonderkonten, aus denen auch noch spaeter die sogenannte Juden-Vermoegens-Abgabe zu zahlen war, in Deutschland bestehen blieben.“

Bei diesem hier erwähnten „Frl. Brunbauer“ handelte es sich um die Bürovorsteherin Paula Brunbauer. Die Familie Millner belohnte sie neben einigen Möbeln und Geräten mit einer Schenkung über 10.000 Reichsmark und der Übernahme der Schenkungssteuer. Im Wiedergutmachungsverfahren wurden diese Leistungen nicht als erstattungswürdig anerkannt.
In einem Schreiben der Gestapo Frankfurt am Main vom 5. Mai 1941 an die Devisenstelle wurde mitgeteilt, es sei beabsichtigt, Minna Millner und die Familienangehörigen zur Ausbürgerung vorzuschlagen und das Vermögen zu Gunsten des Reichs zu beschlagnahmen. Es wurde um Mitteilung der im Inland befindlichen Vermögenswerte gebeten. Die Antwort der Devisenstelle vom 22. Mai 1941: Es sind keine Vorgänge bekannt. Paula Brunbauer hatte ihre Arbeit für die Familie Millner erfolgreich beendet.

## Werke
- Soziale Entwicklungstendenzen der Konsumgenossenschaften, Philosophische  Dissertation, Heidelberg 1921.
- Die Konzentrationsbewegung und die deutschen Juden, Juedische Zeitung, 5. Jg., Nr. 46, 16. November 1928.
- Georg Arnhold, in: Encyclopaedia Judaica, Bd. 3, Eschkol, Berlin 1929. (Online), band 3, Spalte 378 (pdf-S. 224)
- Das Problem der Kartellierung in der deutschen Getreide-Müllerei, in: Emil Lederer (Hrsg.): Das Kartellproblem, Teil 3, Duncker und Humblot, München 1932. Ein unveränderter Neudruck durch den Topos-Verlag, Vaduz (Liechtenstein), erschien 1994, ISBN 978-3-289-00648-2.
- Die rechtliche Struktur der Kartellquote, Haberland, Leipzig 1932 (Frankfurter Juristische Dissertation vom 22. Juli 1931).
- Der Zionismus in Frankfurt am Main, in: Jüdisches Jahrbuch für Hessen-Nassau und Adressbuch der Gemeindebehörden, Organisationen und Vereine. Frankfurt Main, Wiesbaden, (1932–1933), Seite 62–63.

Im Katalog der Deutschen Nationalbibliothek sind außerdem zwei Gedichtsbände von ihm aufgeführt, die er allerdings unter leicht veränderten Namen veröffentlicht wurden:
- S. S. Millner: Ich suchte ein Grab, Verlag Die Arche, Zürich 1958.
- Fritz S. Millner: Die Strasse hat kein Ende, Verlag Die Arche, Zürich 1966. (Posthum nach seinem Tod erschienen.)

Ernst Simon schrieb 1965 über diese Gedichte: „Fritz Millners erlittene Dichtung ist das Elixier eines reichen und schweren Lebens. Seine Bitterkeit wird in der Gedichtform zum Wert und fast zum Trost. Diese Form ist allem Herkömmlichen fern: Reime sind vermieden, und ihr gelegentliches Aufklingen stört eher die harte Prosanähe der freien Rhythmen, als daß es sie belebe.“